# 豊福晃司
豊福 晃司（とよふく こうじ、1991年5月17日 - ）は、佐賀県鳥栖市出身の元プロ野球選手（内野手）。右投左打。

## 経歴
中学校時代には、鳥栖リトルシニアに所属。3年次には、遊撃手兼投手の1番打者としてジャイアンツカップに出場。
鳥栖高校では、1年次から公式戦に出場。2年秋からは主将を務める。チームとしては2年夏県大会での準優勝が最高成績で甲子園出場経験は無いが、50m5秒8、100m11秒1の俊足と遠投110mの強肩を誇り、同じ鳥栖高等学校出身で同じ平野國隆監督の指導を受けた緒方孝市二世との評価を受けていた。高校通算13本塁打。
2009年のプロ野球ドラフト会議で、福岡ソフトバンクホークスの5位指名を受けて入団。しかし、2010年・2011年とも、一軍公式戦への出場機会はなかった。
2011年10月25日に球団から戦力外通告を受けたが、11月30日に育成選手として再契約。2012年には、主に三軍戦（練習試合）へ出場していた。同年10月31日には、育成選手の規約に基づいて自由契約を公示されたが、後に育成選手として再び契約を結んだ。
2013年には、支配下登録選手への復帰を果たせないまま、10月26日に球団から戦力外を通告。10月31日の自由契約公示を経て、12月12日にチーム運営部員および三軍スタッフへ転身することが球団から発表された。
2025年6月17日付でソフトバンクを退団。

## 詳細情報

### 年度別打撃成績
- 一軍公式戦出場なし

### 背番号
- 68 （2010年 - 2011年）
- 141 （2012年 - 2013年）